# Вальдгоф (футбольний клуб)
«Ва́льдгоф» (нім. «SV Waldhof Mannheim») — німецький футбольний клуб з Мангайма. Заснований 11 квітня 1907 року.

## Досягнення
- Фіналіст Кубка Німеччини: 1939
- Переможець Другої Бундесліги: 1983